# Ahmed Boulane
 (février 2018).
Ahmed Boulane est un Scenariste,réalisateur, producteur et acteur marocain, né le 4 décembre 1956 à Salé.
Considéré comme « l'enfant terrible du cinéma marocain » pour ses frasques auprès des journalistes et de ses confrères réalisateurs, il est pourtant considéré comme un des réalisateurs marocains les plus doués, même si sa venue à la réalisation fut tardive[réf. nécessaire].

## Biographie
Après un passage à la télévision marocaine et un séjour en Italie, il revint au Maroc où il travailla pendant 25 ans dans tous les postes du cinéma: acteur, régisseur, directeur de casting, assistant réalisateur dans une cinquantaine de longs-métrages pour les plus grands : Giuliano Montaldo, Carlo Di Palma, Alan J. Pakula, Philippe de Broca, Jean Delannoy, John Landis, etc.[réf. nécessaire]
Son premier court-métrage, Voyage dans le passé, fut un coup de tonnerre au Maroc : il reçut le prix du Vatican et lui permit de réaliser son rêve[Quoi ?] : un long métrage.
Son premier long métrage, Ali, Rabiaa et les Autres... fut retiré des salles de cinéma quelques jours après sa sortie, sans explications. Il entra directement dans la catégorie des films culte marocains[réf. nécessaire]. Il remporta plusieurs prix internationaux et donna à Ahmed Boulane une crédibilité immédiate[réf. nécessaire].
Son deuxième long métrage, Les Anges de Satan, traita d'un scandale qui secoua l'opinion marocaine en 2003 : l'affaire des rockers satanistes. Le film, malgré un tournage mouvementé (des autorisations de tournages refusées au dernier moment malgré les promesses), sorti finalement la même semaine que le film 300, devint le premier au box-office de 2007 au Maroc, devançant des films comme Harry Potter. Il reçut le prix de la meilleure musique au Festival Internation de Tanger, le Prix du Jury au Avanca International Film Festival au Portugal et deux mentions spéciales au Festival de Goa.
Ces derniers films sont Le Retour du Fils 2011 et La Isla de Perijil 2016[Quoi ?].
En 2019, Ahmed Boulane sort un récit autobiographique Ma vie est belle, traduit en anglais par Dana Schondelmeyer qui raconte son enfance et son adolescence.
En 2019, il a été nommé à la tête du grand jury pour la Golden Movie Awards Africa.

## Filmographie

### Comme réalisateur
- 1990 : Plateau idéal (réalisateur)
- 1990 : Crime imparfait (réalisateur)
- 1993 : Adopte-moi (réalisateur)
- 1996 : Voyage dans le passé (réalisateur, producteur, scénariste)
- 2000 : Ali, Rabiaa et les Autres... (réalisateur, producteur, scénariste)
- 2001 : Midnight Fly (coproducteur)
- 2002 : Fetching water et Go karts (réalisateur)
- 2002 : Casablanca, Casablanca (coscénariste)
- 2003 : Moi, ma mère et Betina (réalisateur, scénariste)
- 2007 : Les Anges de Satan (réalisateur, producteur, scénariste)
- 2011 : Le Retour du fils (réalisateur, producteur, scénariste)
- 2015 : La Isla de Perijil (réalisateur, producteur, scénariste)

### Comme acteur
- 1977 : El Kanfoudi, de Nabil Lahlou
- 1979 : Le Gouverneur général, de Nabil Lahlou
- 1981 : Rollover, d'Alan J. Pakula
- 1982 : Al Jamra, de Farida Bourkia
- 1983 : Afghanistan Why ?, d'Abdellah Mesbahi
- 1985 : Ishtar, d'Elaine May
- 1987 : Deadline, de Richard Stroud
- 1988 : Der Aufsteiger, de Peter Kevilc
- 1989 : Shéhérazade, de Philippe de Broca
- 1990 : Un submarí a les estovalles, d'Ignasi P. Ferré
- 1992 : L'Enfant lion, de Patrick Grandperret
- 1993 : Enfance volée, de Hakim Noury
- 1994 : Marie de Nazareth, de Jean Delannoy
- 1994 : King David, de Robert Markowitz
- 1996 : Aouchtam, de Mohamed Ismaïl
- 1997 : Di cielo in cielo, de Roberto Giannarelli
- 1997 : Solomon, de Roger Young
- 1997 : Marrakech Express, de Gillies MacKinnon
- 1998 : The Seventh Scroll, de Kevin Connor
- 1999 : Passeur d'enfants, de Franck Appréderis
- 2000 : Ali, Rabiaa et les autres..., de lui-même
- 2001 : Le Piano, de Lahcen Zinoun
- 2002 : Casablanca, Casablanca, de Farida Benlyazid
- 2003 : Jawhara, de Saâd Chraïbi
- 2004 : Story of One, de Nick Murphy
- 2005 : Suspect, de Mohamed Caghat
- 2006 : Les Anges de Satan, de lui-même
- 2007 : Al Kadia, de Nour-Eddine Lakhmari
- 2007 : Whatever Lola Wants, de Nabil Ayouch
- 2008 : Cicatrice, de Mehdi Salmi
- 2011 : Le Retour du fils, de lui-même
- 2013 : La Malédiction de la pyramide (Prisoners of the Sun), de Roger Christian (TV)
- 2015 : La isla del perejil, de lui-même
- 2016 : Julie Aicha de Ahmed El Maanouni
- 1018 : The Spy de Raf Guedeon (série télévisée)
- 2019 : Instinto(série télévisée) de Teresa Fernández-Valdés, Ramón Campos et Gema R. Neira
- 2020 : Peace Maker (Rauhantekijä) (mini-série) d'Antti-Jussi Annila
- 2020 : The Minions of Midas (mini-série) de Mateo Gil
- 2021 : Bab Labhar serie télévisé Realisé par Chawki Laoufir et produite par ALI IN
- 2025 : Islands de Jan-Ole Gerster

## Distinctions
Voyage dans le passé
Prix:
- 1997- 2e prix CEI au 7e Festival Cinéma Africano de Milan, Italie.
- 1998- Mention spéciale du jury au 5e Festival National de Casablanca, Maroc.

Sélections officielles:
- 1997- 9e Rencontres Cinématographiques de Tétouan, Maroc.
- 1997- 1re Rencontres Francophones de Rabat et de Tanger, Maroc.
- 1997- 12e Festival de Namur, France 1997 (hors compétition).
- 1998- International Festival for Children’s Films, Le Caire, Égypte .
- 1998- 14e Rencontre Médias Nord-Sud à Genève, Suisse.
- 1998- 14e Journées du Cinéma Africain à Montréal, Canada  (hors compétition).
- 1998- 17e Journées Cinématographiques de Carthage, Tunisie  (hors compétition).

Ali, Rabiaa et les Autres...
Prix :
- 2001 Prix d’interprétation Festival d’Alexandrie, Égypte.
- 2001 Prix de la meilleure 1re œuvre FNF* Marrakech, Maroc.
- 2001 Prix de la presse du meilleur film FNF Marrakech, Maroc.
- 2001 Prix de montage FNF Marrakech, Maroc.
- 2001 Prix d’interprétation FNF Marrakech, Maroc.
- 2001 Mention spéciale de jury au Festival d’Avança, Portugal.

Sélections officielles :
- 2001 24e Festival International de Gottborg, Suède 2001 (sélection officielle).
- 2001 16e Festival International de Dublin, Irlande 2001 (sélection officielle).
- 2001 16e Festival International de Paris, France 2001 (en compétition/nomination).
- 2001 22e Festival International de Valencia, Espagne 2001 (en compétition).
- 2001 12e Festival du Film Arabe de Fameck, France 2001 (sélection officielle).
- 2002 4e Festival du Film Arabe à Nantes 2002 (sélection officielle).
- 2002 Festival International de Damas, Syrie 2002 (sélection officielle hors compétition).
- 2002 2e Festival International de Marrakech, 2002 (sélection officielle cinéma du sud).
- 2002 8e MED FILM Festival Rome, Italie 2002 (en compétition).
- 2003 17e Semaine du Film Méditerranéen à Heidelberg, Allemagne 2003.
- 2003 La semaine du Film Francophone de Kalamazoo, États-Unis (en compétition).

Les Anges de Satan
Prix:
- 2007 Meuilleure Musique au FNF, Tanger, Maroc.
- 2008 Prix du Jury au Avanca International Film Festival, Portugal.

Sélections officielles: 
- 2007 Festival International des Cinémas du Monde, Montréal.
- 2007 Africa In The Picture Film Festival Rotterdam, Hollande.
- 2007 Festival du film Méditerraneen de Tetouan, Maroc. En compétition.
- 2007 Festival international du film d'Inde, Goa. En compétition
- 2007 International Film festival of Chainai, India. Sélection officielle.
- 2008 Festival du Film Oriental de Genève; Suisse. Sélection officielle.
- 2008 Osian’s International Film Festival, New Delhi. En compétition.

Le Retour du fils
- 2012 Prix de la réalisation au festival international du cinéma et migration aux Pays-Bas.
- 2012 Coup du cœur au festival international de Marrakech
- 2012 Sélections officielles au festival international de Calcutta, Inde.

La Isla del Perejil 
- 2016 Coup de coeur Festival International de film de Marrakech.
- 2016 Prix de jury Festival Africain de Helsenki.
- 2016 Prix de jury Festival des cinema Africain D'Anger  France
- 2016 Meilleur Film de Comedie au Festival International de Cordoba , Columbia